# ریموند آرتور هیر
ریموند آرتور هیر (انگلیسی: Raymond A. Hare; ۱ ژانویهٔ ۱۹۰۱ – ۱ ژانویهٔ ۱۹۹۴) دیپلمات آمریکایی بود.
لیسانس علوم اجتماعی، دیپلمات، تولد ۳ آوریل ۱۹۰۱، تحصیلات کا. «گرینل». مربی کا. رابرت در استانبول ۲۴–۲۷؛ «دبیر اجرایی اتاق تجارت آمریکا (بخش کشورهای لِوان) ۲۶–۲۷، کارمند و بعداً معاون کنسول اداره سرکنسولی آمریکا در استانبول ۲۷–۲۸، کارمند بخش ترجمه در سفارت آمریکا در پاریس ۲۹، ضمناً معاون کنسول در پاریس ۳۱، دبیربخش دیپلماتیک و معاون کنسول آمریکا در قاهره ۳۱، در بیروت ۳۲، دبیر سوم و معاون کنسول در تهران ۳۳، کنسول در تهران ۳۵، دبیردوم در قاهره ۳۹، درجده ۴۰–۴۴، کنسول در قاهره ۴۰، دبیر دوم و بعداً دبیر اول و کنسول آمریکا درلندن ۴۴، خدمت در وزارت امور خارجه آمریکا ۴۶، خدمت در دانشکده ملی جنگ ۴۶–۴۷، رئیس اداره مسائل آسیای جنوبی وزارت امور خارجه ۴۷، قائم مقام اداره امور خاور نزدیک و آفریقا ۴۸، قائم مقام دستیار وزیر امور خارجه در امور خاور نزدیک، آسیای جنوبی و آفریقا اکتبر ۴۹، سفیر در عربستان سعودی و وزیرمختار در یمن ۵۰–۵۳، سفیر در لبنان ۵۳–۵۴، مدیرکل در وزارت امور خارجه ۵۶–۵۶، سفیر در مصر ۵۶–۵۸، سفیر در جمهوری متحده عرب (مصر) ۵۸–۵۹، ضمناً وزیرمختار در یمن ۵۹، معاون امور سیاسی وزیر امور خارجه ۶۰–۶۱، سفیر در ترکیه ۶۱–۶۵، دستیار وزیر امور خارجه در امور خاور نزدیک و آسیای جنوبی ۶۵–۶۶، رئیس مؤسسه مطالعات خاورمیانه ۶۶–۶۹.